# James Parr
James R. Parr (né le 27 février 1986 à Albuquerque, Nouveau-Mexique, États-Unis) est un lanceur droitier de baseball qui évolue dans les Ligues majeures depuis 2008 avec les Braves d'Atlanta.

## Carrière
James Parr est un choix de 4e ronde des Braves d'Atlanta en 2004. Il débute en Ligue majeure le 4 septembre 2008 et blanchit les Nationals de Washington en six manches à son premier départ, n'accordant que deux coups sûrs à l'adversaire. Il remporte sa première victoire dans les majeures. Parr joue 5 parties comme lanceur partant pour les Braves à la fin 2008, présentant un dossier de 1-0 avec une moyenne de points mérités de 4,84.
En 2009, il effectue 8 présences au monticule en relève pour les Braves.

## Statistiques
En saison régulière
| Statistiques de lanceur |         |    |    |    |     |   |   |    |      |    |      |
| Saison                  | Équipe  | G  | GS | CG | SHO | V | D | SV | IP   | SO | ERA  |
| 2008                    | Atlanta | 5  | 5  | 0  | 0   | 1 | 0 | 0  | 22.1 | 14 | 4,84 |
| 2009                    | Atlanta | 8  | 0  | 0  | 0   | 0 | 0 | 0  | 14.0 | 12 | 5,79 |
| Totaux                  |         | 13 | 5  | 0  | 0   | 1 | 0 | 0  | 36.1 | 26 | 5,20 |

Note: G = Matches joués ; GS = Matches comme lanceur partant ; CG = Matches complets ; SHO = Blanchissages ; 
V = Victoires ; D = Défaites ; SV = Sauvetages ; IP = Manches lancées ; SO = retraits sur des prises ; ERA = Moyenne de points mérités.